# چشم‌انداز فراکتال

استفاده از فراکتال‌های مثلثی برای ایجاد یک زمینه کوهستانی.

چشم‌انداز فراکتال (به انگلیسی: Fractal landscape) سطحی است که با استفاده از یک الگوریتم تصادفی طراحی شده برای ایجاد رفتار فراکتالی که ظاهر زمین طبیعی را همانندسازی می‌کند، ایجاد می‌شود. به عبارت دیگر، نتیجه این روش یک سطح فراکتالی قطعی نیست، بلکه یک سطح تصادفی است که رفتار فراکتالی را نشان می‌دهد.

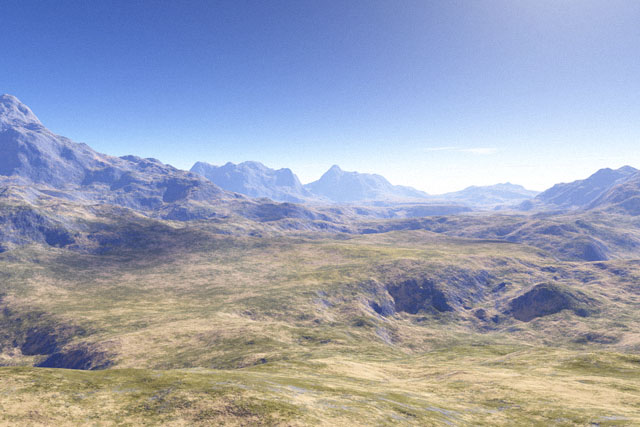
چشم‌انداز فراکتال ارائه‌شده در Terragen.

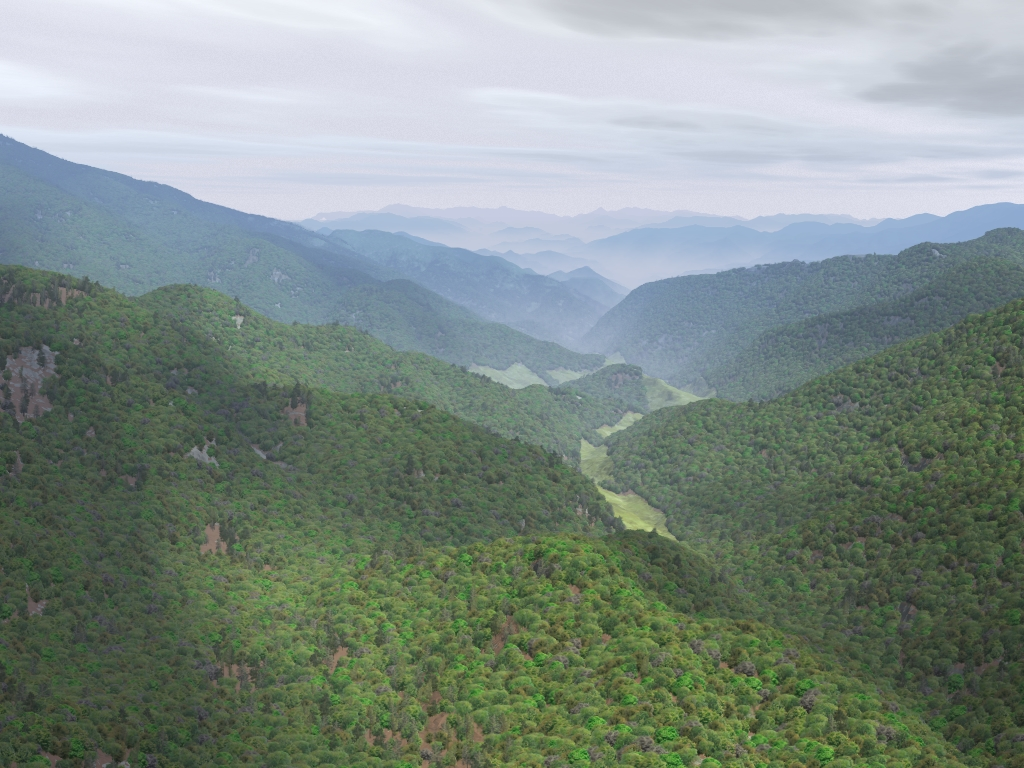
تپه‌های جنگلی فراکتال تولیدشده توسط کامپیوتر با استفاده از Visual Nature Studio.